# Dubbi
El volcán Dubbi es un estratovolcán ubicado en la región del Debubawi Keyih Bahri en Eritrea. Su elevación máxima es de 1.625 m. 

## Erupciones históricas
Se conocen cuatro erupciones. En 1400 se determinó la lava que ha alcanzado el mar Rojo, mientras que en 1861 lanzó cenizas a más de 250 km del volcán. Se sospecha que hubo otras dos entre 1861 y el siglo XX.